# 芭蕉
芭蕉（学名：Musa basjoo）是芭蕉科芭蕉属的植物。是中國傳統的庭園植物之一。原产日本琉球群岛，中国引种广栽培。

## 形态
多年生草本，具匍匐茎。假茎绿或黄绿，略被白粉；叶片基部圆形，不对称，叶柄长30厘米，叶翼开张；穗状花序下垂，苞片红褐或紫；黄色肉质果实，有多数种子。

## 分布
分布于日本、琉球、台灣以及中国大陆的上海、江苏、浙江、湖南、湖北、四川、陕西、贵州、云南、广西等地，生长于海拔500米至800米的地区，常生长在河谷、村边及山坡林缘。

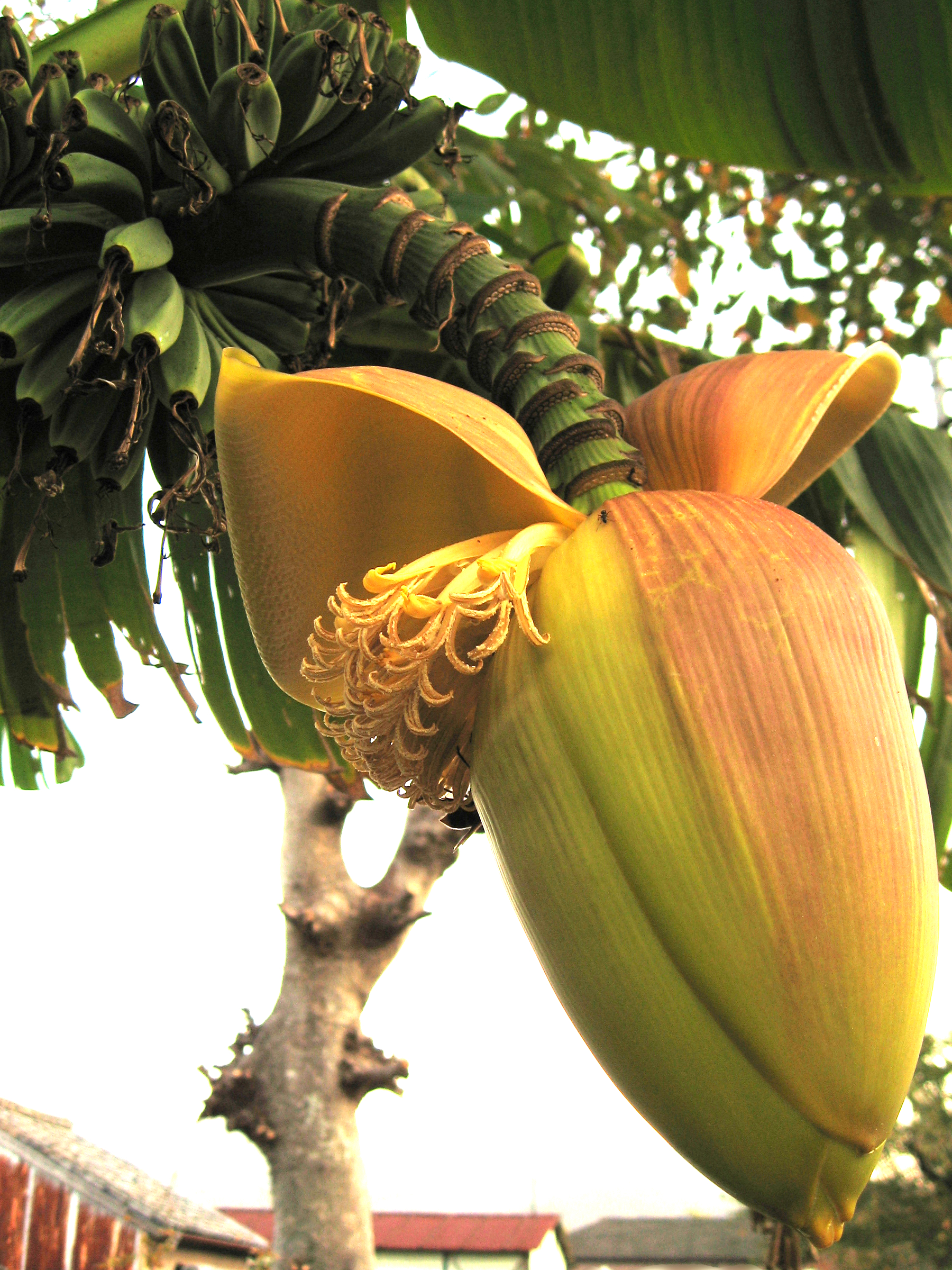
芭蕉花，摄于日本三重县伊勢市

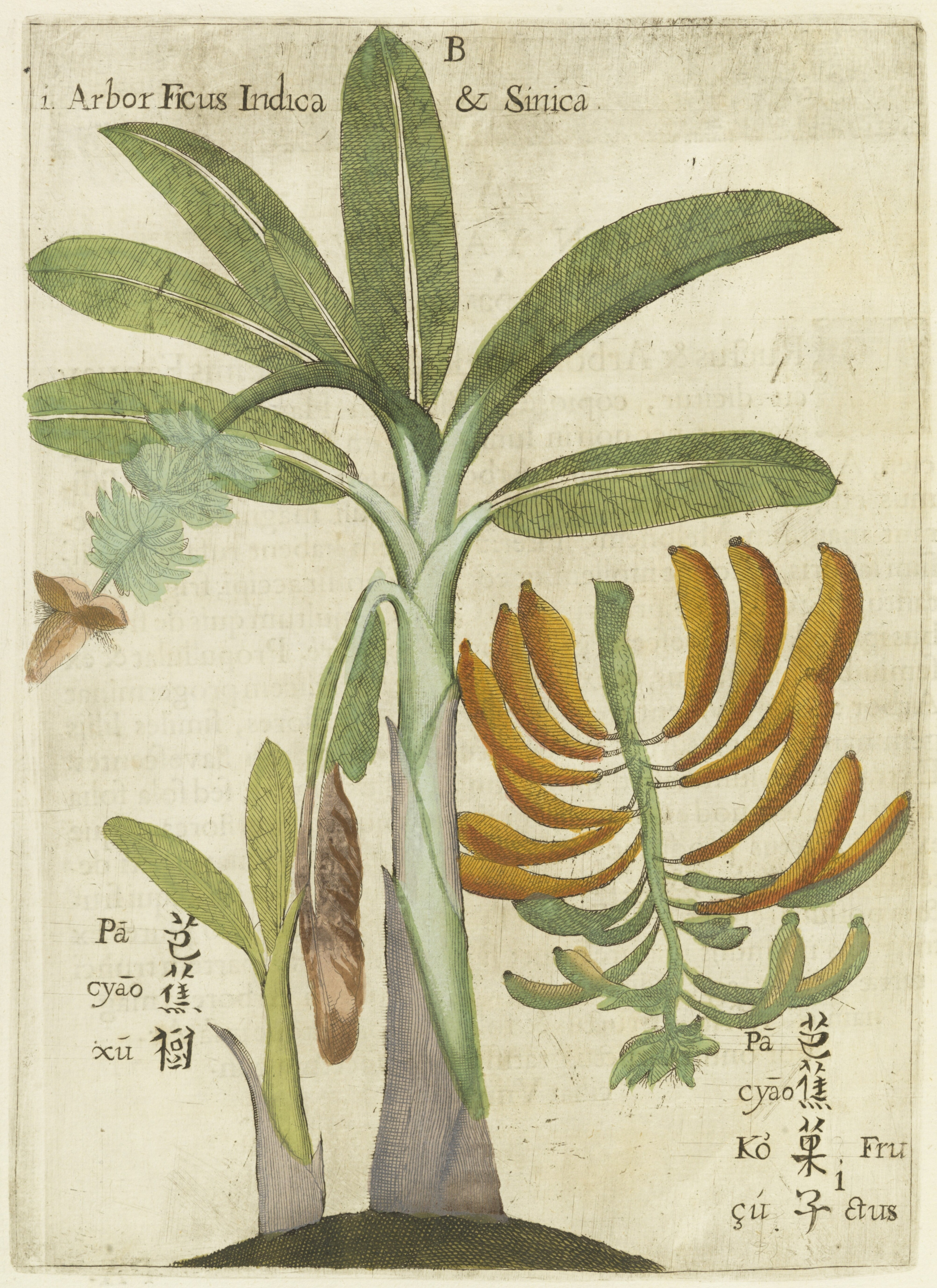
十七世纪天主教耶稣会来华传教士卜弥格著作《Flora Sinensis》（译：中国植物志）笔下的 芭蕉

## 别名
甘蕉（植物名实图考），天苴、板蕉、牙蕉（福建），大叶芭蕉（江西），大头芭蕉、芭蕉头（四川），芭苴（古称），紅姬芭蕉。

## 延伸阅读
[在维基数据编辑]
 《植物名實圖考·甘蕉》，出自吳其濬《植物名實圖考》

## 外部連結
- 芭蕉 Bajiao （页面存档备份，存于） 藥用植物圖像資料庫 (香港浸會大學中醫藥學院) （繁體中文）（英文）